# Estadi de La Condomina
La Condomina és un estadi de futbol de la ciutat de Múrcia, situat al centre de la capital, a la Ronda de Garay, al costat de la plaça de braus. Hi juga els seus partits l'UCAM Murcia i antigament també ho van fer altres equips de la ciutat com el Reial Múrcia, que l'any 2006 es va traslladar a l'Estadi Nueva Condomina, i el desaparegut Ciudad de Murcia.
Té capacitat per a 17.500 espectadors i va ser inaugurat el 25 de desembre de 1924. Té dos vestidors per jugadors, vestidors per àrbitres i sala de premsa. En ell, a més d'esdeveniments esportius, s'hi han celebrat concerts, gales, espectacles i tota una infinitat d'esdeveniments per als quals l'estadi resultava l'indret idoni a causa de la seva localització i fàcil accés.